# Кустодио Машадо, Денилсон
Дени́лсон Кусто́дио Маша́до (порт. Denílson Custódio Machado; 28 марта 1943, Кампус-дус-Гойтаказис, Рио-де-Жанейро — 1 октября 2024, Рио-де-Жанейро) — бразильский футболист, игравший на позиции полузащитника. Наиболее известен по выступлениям за клуб «Флуминенсе». Участник чемпионата мира 1966 года в составе национальной сборной Бразилии.

## Клубная карьера
После переезда в Рио-де-Жанейро Денилсон присоединился к любительскому клубу «Мадурейра» и дебютировал за клуб в 1961 году. На фоне проблем с выплатами в «Мадурейре» он отправился на тренировочную базу клуба «Флуминенсе», где встретился с тренером главной команды Зезе Морейрой, поверившим в молодого игрока. В 1964 году присоединился к основной команде клуба и в том же году выиграл с командой Лигу Кариока. В дальнейшем Денилсон ещё трижды выигрывал с командой чемпионат штата Рио-де-Жанейро с «Флуминенсе» — в 1969, 1971 и 1973 годах, а также завоевал три Кубка Гуанабары (1966, 1969 и 1971) и один Кубок Роберто Гомеса Педрозы (1970). Всего за десять сезонов он провёл за «Флуминенсе» 435 игр (199 побед, 11 ничьих и 125 поражений), забив семнадцать голов.
В 1973 году на правах свободного агента перешёл в клуб «Рио-Негро». Денилсон выражал «разочарование» в связи с уходом из «Флуминенсе», но отметил: «Честно говоря, гораздо лучше играть в маленькой команде, чем быть резервистом». Завершил игровую карьеру в команде «Витория» (Салвадор), за которую выступал в 1975 году.

## Карьера в сборной
14 мая 1966 года дебютировал в официальных играх в составе национальной сборной Бразилии в матче против сборной Уэльса (3:1). А уже летом в составе сборной был участником чемпионата мира 1966 года в Англии, где сыграл в двух матчах против Болгарии (2:0) и Португалии (1:3), а его команда сенсационно не вышла из группы.
В последний раз Денилсон сыграл за национальную сборную 17 июля 1968 года в матче против сборной Перу (4:0) в Лиме, выйдя на замену вместо Жерсона. В течение карьеры в национальной команде, которая длилась три года, провёл в её форме девять матчей, забив один мяч.

### Смерть
Умер в Рио-де-Жанейро 1 октября 2024 года в возрасте 81 года.

## Стиль игры
Стиль игры Денилсона был оборонительным (сам он считал себя «разрушителем»), поэтому его считают первым опорным полузащитником в Бразилии. В начале карьеры футболист получал критику за технику паса, но в 1969 году полузащитник начал выделяться на поле после того, как тренер Теле Сантана посоветовал ему тренировать передачи и вбрасывания.

## Достижения
«Флуминенсе»
- Победитель Лиги Кариока (4): 1964, 1969, 1971, 1973
- Обладатель Кубка Гуанабары (3): 1966, 1969, 1971
- Обладатель Кубка Роберто Гомеса Педрозы: 1970